# 楚雄魚屬
楚雄魚屬，是生存於白堊紀時期的乞丐鱼目魚類，已知生活在當時中國雲南和日本九州的淡水水域中。屬名意思是「楚雄的魚」，因為化石最初發現地位於中國雲南省的楚雄縣（今楚雄市）。

## 分類學
楚雄魚原本在被發表時被認為是寶刀魚科的早期真骨魚類，當時就已被認為和被歸類到同一科的中鱭魚屬（Mesoclupea）有一定的關係。20 年後，日本北九州市立自然與人類歷史博物館（北九州市立いのちのたび博物館, KMNH）的魚類學家藪本美孝在發表另外兩種體型較大的楚雄魚的同時，也將楚雄魚屬和中鱭魚屬重新歸類至乞丐魚目，並發表了楚雄魚科這個新的分類階層，此外在發表文獻中他也重申了「楚雄魚屬和中鱭魚屬有很接近的關係」這個說法。

## 種
- 蒼嶺楚雄魚 Chuhsiungichthys tsanglingensis Lew, 1974

發現於中國雲南省楚雄市羅苴美村附近地區的江底河組下部（Jiangdihe Formation，白堊紀後期）。全長 5～14 公分，身體大致呈紡錘狀。牙齒呈纖細的圓錐形，上頜骨可能沒有牙齒。胸鰭大而位低；背鰭和臀鰭的前端尖銳，尾鰭有明顯的分叉。
- 柳田氏楚雄魚 Chuhsiungichthys yanagidai Yabumoto, 1994[2]

發現於日本九州島北九州市的千石組（Sengoku Formation，白堊紀早期）。全長約 16～17 公分，身體大致呈紡錘狀。背鰭較寬大也較長，臀鰭基長（長度約是背鰭基的 1.3 倍），背鰭和臀鰭的前端較鈍，尾鰭也具有明顯的分叉。種名來自日本九州大學的地質學家柳田壽一，感謝他在研究期間所提供的建議。
- 日本楚雄魚 Chuhsiungichthys japonicus Yabumoto, 1994

發現於日本九州島北九州市的若宮組上部（Wakamiya Formation，白堊紀早期）。全長約 21～22 公分，和其他種比起身形比較深厚。化石標本比較不完整（尤其是頭部）。胸鰭短小；背鰭大，基部長，起點明顯在臀鰭的起點之前，尾鰭有分叉。